# Mavinamane, Yellapur
Mavinamane là một làng thuộc tehsil Yellapur, huyện Uttar Kannad, bang Karnataka, Ấn Độ.